# Classifica dei marcatori del campionato italiano di pallacanestro
Di seguito vi è la classifica dei marcatori del campionato italiano di pallacanestro.
Nel computo sono considerati i punti realizzati nella massima serie dal 1948-49 al 1974-75, del campionato di A1 dal 1974-75 al 2000-01, del nuovo campionato di Serie A dal 2001-02 ad oggi e dei campionati di Serie A2 dal 1974-75 sino al 2000-01 compreso, quando i due campionati sono stati ufficialmente separati con la nascita di due leghe distinte. 

## Elenco
| Pos. | Nome              | Punti  | Gare | Media | Anni        | Squadre                                                                                                 |
| ---- | ----------------- | ------ | ---- | ----- | ----------- | --- |
| 1.   | Antonello Riva    | 14.397 | 785  | 18,34 | 1977 - 2002 | Cantù - Milano - VL Pesaro - Ginnastica Goriziana                                                       |
| 2.   | Oscar Schmidt     | 13.957 | 403  | 34,63 | 1982 - 1993 | Juvecaserta - Pavia                                                                                     |
| 3.   | Carlton Myers     | 11.320 | 581  | 19,48 | 1988 - 2009 | Rimini - VL Pesaro - Fortitudo Bologna - Virtus Roma - Siena                                            |
| 4.   | Chuck Jura        | 9.870  | 344  | 28,69 | 1972 - 1985 | Pall. Milano - Mestre - Alpe Bergamo - Montesacro Roma                                                  |
| 5.   | Bob Morse         | 9.785  | 352  | 27,79 | 1972 - 1986 | Varese - Reggiana                                                                                       |
| 6.   | Mario Boni        | 9.756  | 470  | 20,75 | 1983 - 2005 | Vigevano - Montecatini - Virtus Roma - Roseto - Teramo - Jesi                                           |
| 7.   | Larry Middleton   | 9.460  | 527  | 17,95 | 1989 - 2005 | Trieste - Rimini - Cervia - Basket Napoli - Siena - VL Pesaro - Avellino                                |
| 8.   | Renato Villalta   | 9.266  | 558  | 16,60 | 1975 - 1991 | Mestre - Virtus Bologna - Benetton Treviso                                                              |
| 9.   | Walter Magnifico  | 9.189  | 740  | 12,41 | 1979 - 2001 | Fortitudo Bologna - VL Pesaro - Virtus Bologna - Virtus Roma                                            |
| 10.  | Roberto Premier   | 9.140  | 635  | 14,39 | 1978 - 1996 | Ginn. Goriziana - Milano - Virtus Roma - Modena                                                         |
| 11.  | Mike Mitchell     | 9.064  | 323  | 28,06 | 1988 - 1999 | Basket Brescia - Napoli Basket - Reggiana                                                               |
| 12.  | Vincenzo Esposito | 8.638  | 453  | 19,06 | 1984 - 2006 | Juvecaserta - Fortitudo Bologna - VL Pesaro - Olimpia Pistoia - Imola - Udine - Virtus Roma - Orlandina |
| 13.  | Andrea Niccolai   | 8.472  | 537  | 15,77 | 1987 - 2003 | Montecatini - Virtus Roma - Forlì - Benetton Treviso - Biella - Milano                                  |
| 14.  | Francesco Vescovi | 7.434  | 606  | 12,26 | 1980 - 2004 | Varese - Olimpia Pistoia - Fortitudo Bologna                                                            |
| 15.  | Ron Rowan         | 7.324  | 286  | 26,60 | 1989 - 2001 | Venezia - Olimpia Pistoia - Napoli Basket - Trapani - Reggiana - Modena - Cantù - Trieste - Siena       |